# Sandy Collora
Sandy Collora (8 de agosto de 1968) es un director de cine y artista de diseño estadounidense, conocido por el cortometraje independiente Batman: Dead End.

## Carrera
Collora nació en Brooklyn, Nueva York. Después de realizar encargos independientes para cómics y artículos para revistas de videojuegos, se mudó a Los Ángeles con el objeto de alcanzar sus sueños de llegar a Hollywood. En 1988, después de conseguir un trabajo en la producción de Leviathan de los estudios de Stan Winston, alcanza renombre como diseñador y escultor de criaturas.
Collora pasó la siguiente década realizando diseño conceptual, esculturas, guion gráfico y dirección de arte. Afirma haber diseñado el logotipo de Jurassic Park, y sus diseños pueden verse en Men in Black, Dogma, The Arrival, The Crow y Predator 2.
En 1999 hizo su debut como director con el cortometraje Solomon Bernstein's Bathroom, año en el que también funda su estudio de diseño de juguetes y su productora independiente, Montauk Films. En 2003, Collora llamó la atención con su cortometraje Batman: Dead End, trabajo que realiza con la intención de difundir sus habilidades y conocimientos. Después de estrenar el cortometraje en la edición 2003 de la San Diego Comic Con, se hizo popular en Internet y su cortometraje alcanzó las 600,000 descargas en la primera semana. El director Kevin Smith llamó a Batman: Dead End, "posiblemente la mejor y la más realista de las películas de Batman jamás hechas".

## Filmografía
Director:
- Batman: Dead End (2003)
- World's Finest (2004)
- Hunter Prey (2010)
- Shallow Water (TBA)